# Bleuforêt
Bleuforêt est une marque française de chaussettes, collants et leggings appartenant à la société Tricotage des Vosges. Son usine de fabrication est située à Zainvillers, commune de Vagney dans le département des Vosges. Tricotage des Vosges exploite aussi la marque Olympia.

## Historique de la société
En 1994, Jacques Marie quitte la société DIM pour reprendre l'usine de production de chaussettes vouée à la fermeture à Vagney, dans les Vosges. Il fonde en 1995 la société Tricotage des Vosges et la marque Bleuforêt. Depuis lors, Bleuforêt fabrique des chaussettes « haut de gamme » en France.

## Histoire du site industriel de Zainvillers
Vers 1830, J.B. Flageolet ouvre un atelier de tissage à Zainvillers-Vagney, sur le site actuel. Cet atelier évolue dans ses activités : filature et tissage de coton. En 1967, la grande crise de l'industrie textile cause la cessation de l'activité. 
La société Colroy SA (collants et bas Chesterfield) reprend alors le site et y installe une unité de production de collants fins (tricotage, confection, teinture et finition). En 1981, les sociétés Colroy SA et Dim Sa, détenues alors par la même holding du groupe Bic, fusionnent en une seule et même entité « DIM SA ». DIM choisit alors de spécialiser ce site à la production de chaussettes et collants fibres.
En 1994, Dim est intégré au groupe américain Sara Lee, qui considère que l’activité de production de chaussettes n'est pas rentable et décide donc de fermer et céder l'usine. En 1995, Jacques Marie reprend le site industriel. Tous les produits de la marque sont alors produits dans l'usine située à Vagney.[réf. nécessaire]

## Informations économiques
Au milieu des années 2010, Bleuforêt réalise 30 % de son chiffre d'affaires à l'export : Europe, Amérique du Nord, Amérique du Sud et Asie.
Jusqu'en 2008, Bleuforêt produit sous licence pour Dim. À la suite de la perte du contrat, l'entreprise se concentre sur une production en France.
Décembre 2017 la fabrication de collants est relancée.